# Hemicardiacus saundersi
Hemicardiacus saundersi är en insektsart som beskrevs av Frederick Byron Plummer. Hemicardiacus saundersi ingår i släktet Hemicardiacus och familjen hornstritar. Inga underarter finns listade i Catalogue of Life.